# هيثم برجكلي
هيثم برجكلي (1954 - 8 يوليو 2020) لاعب كرة قدم سوري، لعب لنادي الشرطة ومنتخب سوريا. ويُعتبر أول لاعب في تاريخ سورية يحصل على عقد للعب في أوروبا، وكان ذلك ضمن نادي ساراييفو البوسني. اعتزل منتصف الثمانينيات مع نادي الوحدة.

## مسيرته الكروية
تُوّج مع نادي الشرطة بلقب الدوري في موسم 1979- 1980، ولقب كأس الجمهورية عامي 1979 و1980، كما لعب لأندية أخرى كالجيش والوحدة.
أما على صعيد المنتخبات، فشارك مع منتخب سوريا في كأس القنيطرة في العام 1974، وكأس فلسطين 1975، والدورة العربية 1976. وكذلك خاض تصفيات مونديال 1978، وسجل هدفًا في شباك المنتخب السعودي.